# 烏斯片區
52°55′48″N 77°21′00″E / 52.93000°N 77.35000°E

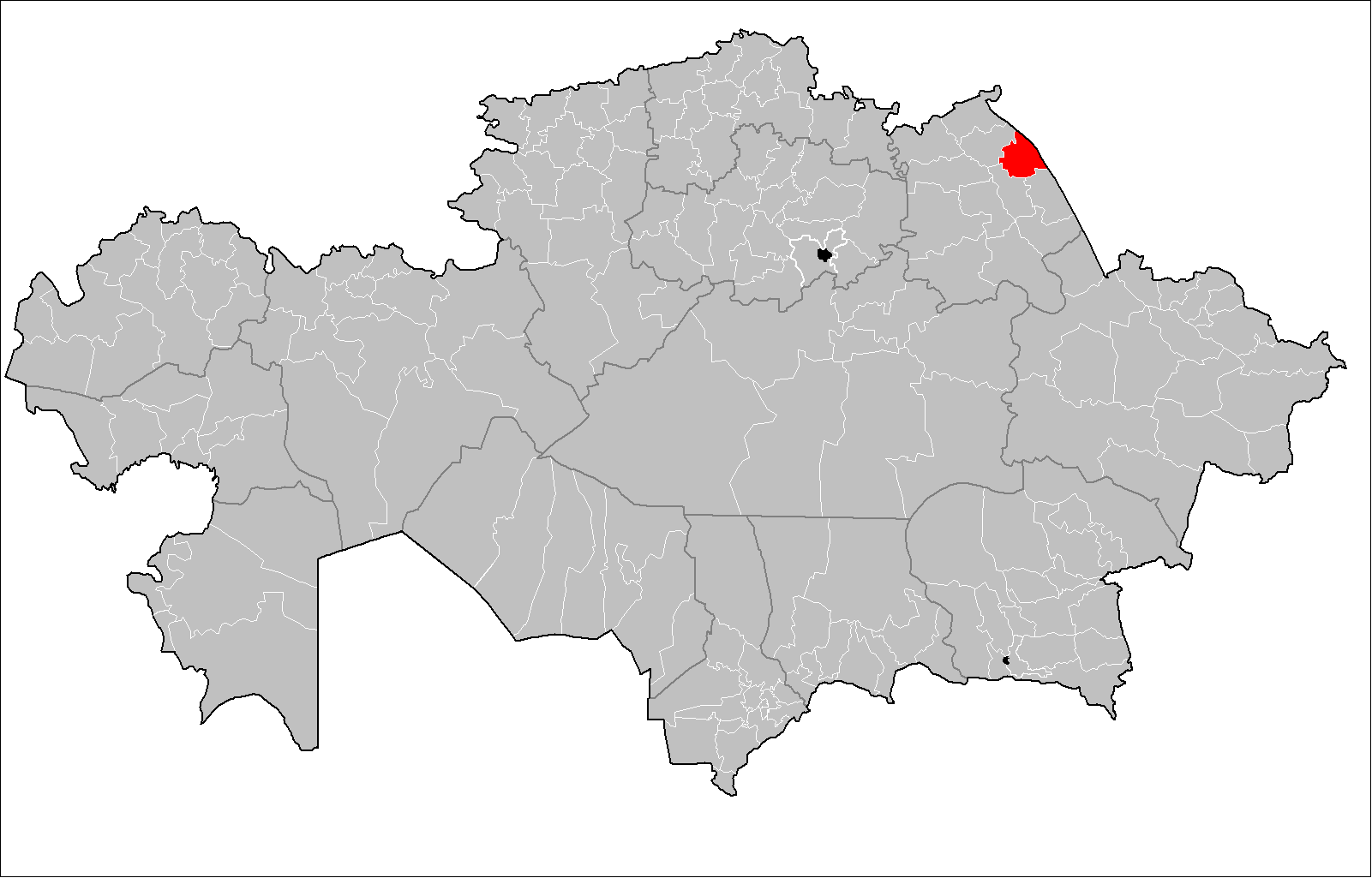

烏斯片區是哈薩克斯坦的行政區，位於該國東北部，由巴甫洛達爾州負責管轄，首府設於烏斯片卡，始建於1935年，面積5,500平方公里，2012年人口14,439。